# Alvedansen
"Alvedansen" var Norges bidrag till Eurovision Song Contest 2006, och sjöngs på norska av Christine Guldbrandsen. För första gången sedan "Alltid sommer" 1998 sjöng Norge inte på engelska, även om Alvedansen dock spelades in på engelska två år senare. Den var ursprungligen tänkt att ligga på Christine Guldbrandsens tredje album, men hennes skivbolag, samt NRK, övertalade henne att tävla med den i Norsk Melodi Grand Prix i stället.
Sången är en ballad, där jag-personen är en älva, och vill att du-personen skall vara med på dans. Vid tävlingen hade Kate Guldbrandsen och bakgrundsdansarna på sig vida klänningar, två av dem spelade också fiol.
Eftersom Norge hamnat bland de tio främsta i Eurovision Song Contest 2005, var man 2006 direktkvalificerade för finalen. Den startade som nummer fem ut den kvällen, före Lettlands Vocal Group Cosmos med "I Hear Your Heart" och före Spaniens Las Ketchup med "Un Blodymary". Vid slutet av omröstningen hade den fått 36 poäng, och slutade på 14:e plats. Därmed tvingades Norge åter kvala kommande år.

## Listplaceringar
| Lista (2006) | Topplacering |
| ------------ | ------------ |
| Norsktoppen  | 1            |

### Fotnoter
1. ↑  ”Christine Guldbrandsen: Norsktoppen Alvedansen”. www.nrk.no. Arkiverad från originalet den 12 september 2009. https://web.archive.org/web/20090912142905/http://www.nrk.no/programmer/radio/norsktoppen/5598846.html.